# Маса (число)
Маса («великий грос», доцанд) — міра рахунку, що дорівнює дюжині грос, тобто
{\displaystyle 144\times 12=1728}. Широко застосовувалася до введення метричної системи.